# Chyromya pumilio
Chyromya pumilio är en tvåvingeart som först beskrevs av de Meijere 1904.  Chyromya pumilio ingår i släktet Chyromya och familjen gulflugor. Inga underarter finns listade i Catalogue of Life.